# Colombia Connection
Colombia Connection -en españolː Conexión Colombia o Contacto en Colombia- es una película colombiana de ficción, estrenada en 1979, y dirigida por Gustavo Nieto Roa.
El largometraje narra las aventuras de dos detectives, uno estadounidense (Franky Linero) y el otro colombiano (Carlos Benjumea), que se unen para derrotar a una organización criminal dedicada al narcotráfico en Colombia. Al final terminan enfrentados a una hermosa dama, quien es la líder de la organización (Virgina Vallejo).